# Lisière du Tage

logo de la communauté intermunicipale

Localisation de la Lisière du Tage

La Lisière du Tage – en portugais : Lezíria do Tejo – est une des 30 sous-régions statistiques du Portugal.
Avec 4 autres sous-régions, elle forme le Ribatejo.

## Géographie
La Lisière du Tage est limitrophe :
- au nord, du Pinhal littoral et du Moyen Tage,
- à l'est, du Haut Alentejo,
- au sud, de l'Alentejo central et de la Péninsule de Setúbal,
- à l'ouest, du Grand Lisbonne et de la sous-région Ouest.

## Données diverses
- Superficie : 4 007 km2
- Population (2001) : 240 832 hab.
- Densité de population : 60,10 hab./km2

## Subdivisions
La Lisière du Tage groupe onze municipalités (conselhos ou municípios, en portugais) :
- Almeirim centre Ribatejo
- Alpiarça centre Ribatejo
- Azambuja
- Benavente
- Cartaxo à l'ouest du Ribatejo
- Chamusca à l'est du Ribatejo
- Coruche au Sud du Ribatejo
- Golegã centre Ribatejo
- Rio Maior au nord ouest du Ribatejo
- Salvaterra de Magos
- Santarém centre Ribatejo

1. 1 2  « Official Journal L 87/2023 », sur eur-lex.europa.eu (consulté le 13 janvier 2024)